# Acantisita bec d'alena
L'acantisita bec d'alena (Acanthisitta chloris) és una espècie d'ocell de la família dels acantisítids (Acanthisittidae) endèmic de Nova Zelanda i únic del gènere Acanthisitta Lafresnaye, 1842.

## Descripció
- Amb uns 8 cm de llarg i 6 – 7 grams de pes és el més petit dels ocells neozelandesos.[2]
- Mascle de color general groc verdós per sobre, amb carpó verd, flancs grocs i parts inferiors blanques. Cella blanca.
- Femella amb dors marró clar ratllat de fosc. Carpó marró groguenc.
- Joves semblants a les femelles amb el pit virat.

## Hàbitat i distribució
Aquest ocells habita boscos, matoll i terres de conreu de Nova Zelanda, a l'Illa del Nord i del Sud, Stewart, i les illes Great Barrier i Little Barrier.

## Llista de subespècies
S'han descrit dues subespècies:
- Acanthisitta chloris chloris (Sparrman, 1787). Illa del Sud, Stewart i Codfish.
- Acanthisitta chloris granti, Mathews et Iredale, 1913. Illa del Nord i Great i Little Barrier.